# شهدطوطیک رخ‌آلویی
شهدطوطیک رخ‌آلویی یا شهدطوطیک سبیل‌دار (نام علمی: Oreopsittacus arfaki), گونه‌ای از طوطی‌های خانواده طوطیان سبز است. در سردهٔ تک‌نماد Oreopsittacus است و در ارتفاعات گینه نو یافت می‌شود.
محدوده بومی شهدطوطیک رخ‌آلویی، کوه‌های با ارتفاع بین حدود ۲۰۰۰ متر تا ۳۷۵۰ متر از سرزمین اصلی گینه نو در هر دو منطقه اندونزی و پاپوآ گینه نو جزیره‌ای است.